# Pavol Čičmanec
Pavol Čičmanec, též Pavel Čičmanec (* 16. ledna 1933), je slovenský vysokoškolský učitel, bývalý československý politik, po sametové revoluci poslanec Sněmovny lidu Federálního shromáždění za Kresťanskodemokratické hnutie.

## Biografie
Ve volbách roku 1990 zasedl do Sněmovny lidu (volební obvod Východoslovenský kraj) za KDH. Ve Federálním shromáždění setrval do voleb roku 1992.
V roce 1994 se zmiňuje jako vyučující na Fakultě matematiky, fyziky a informatiky Univerzity Komenského v Bratislavě.